# 短绒野大豆
短绒野大豆（学名：Glycine tomentella），又名闊葉大豆，为豆科大豆属的植物。分布于澳大利亚、巴布亚新几内亚、台湾、菲律宾以及中国大陆的广东、福建等地，一般生于沿海附近岛屿干旱坡地。其根可藥用。
在金門，本種被栽種以採集其根，即「金門一條根」。